# Байки Хранителя склепа
«Байки Хранителя склепа» (англ. Tales from the Cryptkeeper) — детский мультсериал.

## Создание и трансляция
Сериал был снят компаниями Nelvana, Peace Arch Entertainment, kaBOOM! Entertainment и Warner Bros. Animation. Первая серия вышла на канале ABC 18 сентября 1993 года. После этого были отсняты два сезона, но 10 декабря 1994 года шоу было закрыто. Третий сезон, получивший название «Новые байки Хранителя склепа», появился в 1999 году и транслировался на CBS вместе с детской игрой «Секреты дома Хранителя склепа». В третьем сезоне была использована другая анимация, а серии получили некоторый обучающий и моральный контекст.
Также сериал транслировался в Канаде, Великобритании, Франции, Греции, Италии, Японии, Румынии и России.

## Главные герои
Основным персонажем был Хранитель склепа (англ. Cryptkeeper), приправляющий байки чёрным юмором. Во втором сезоне к нему присоединились конкуренты, желавшие получить своё шоу — знакомые с комиксов 40-х годов Старая ведьма (англ. Old Witch) и Могильный хранитель (англ. Vaultkeeper) (В русском дубляже он также назывался Колдун).

## Список серий

### Первый сезон (1993)
1. Пока кота нет (While the Cat’s Away) (18 сентября). Чтобы купить велосипеды, два отчаянных брата решают ограбить особняк, в котором Хранитель склепа поставил демоническую систему безопасности.
2. Природа (Nature) (25 сентября). Два брата на пикнике издеваются над муравьями, но загадочный луч уменьшает их до размеров насекомых.
3. Приятные крики (Pleasant Screams) (2 октября). Учитель латыни и его ученица попадают в кошмарный сон другого ученика.
4. На рыбалке (Gone Fishing) / Смертельные гонки (A Little Body of Work) (9 октября). Два эпизода в одном. В первом мальчик пытается защитить своего дядюшку-рыбака от мстительных рыб, а во втором выясняется, что машины тоже могут думать, и их мысли отличаются от желаний водителя.
5. Искусство... Из воска (The Works… In Wax) (16 октября). Крэйг с ужасом узнаёт, что восковые фигуры в местном музее ожили.
6. Спящая красавица (Sleeping Beauty) (23 октября). Принц с синдромом Нарцисса и его брат-близнец действуют в злобном пересказе известной сказки, в котором Спящая красавица оказывается голодным вампиром.
7. Пещерный человек (Cave Man) (30 октября). Сын учёного и размороженный неандерталец подружились. Но человек из прошлого не может приспособиться к современному миру…
8. Салки с монстром (Hyde and Go Shriek) (6 ноября). Школьным хулиганам пора бояться за себя — ведь тот, над кем они издевались, стал оборотнем!
9. Загадки ночи (Fare Tonight) (13 ноября). Два закадычных друга создают прибор-детектор вампиров. Каково же их удивление, когда детектор находит монстра в опасной от них близости…
10. Лапка гориллы (Gorilla’s Paw) (20 ноября). Обиженный всеми мальчик Уолтер находит волшебную лапу гориллы, которая способна исполнять желания. Правда, с двойным эффектом.
11. История из усыпальницы (This Wraps It Up) (4 декабря). Дети смеются над очень высоким ростом Наоми во время экскурсии по пирамидам. Но когда мумия обрушивает на них своё проклятие, только Наоми способна его разрушить.
12. Ужасный поход (Grounds for Horror) (11 декабря). Невидимка становится хорошим другом ребят, приехавших в летний лагерь. А вот строгий и не верящий в паранормальное вожатый — нет. Но призрак всё может исправить!
13. Корабль призрак (Ghost Ship) (18 декабря). Бен и его друг Майк решают позаимствовать яхту отца Бена и успешно затапливают её. Впрочем, служба спасения не дремлет, и мальчиков спасает корабль-призрак с мёртвыми пиратами на борту.

### Второй сезон (1994)
1. Конец игры (Game Over) (10 сентября). Два прогульщика играют в компьютерные игры, не ожидая, что персонажи могут вырваться из виртуальной реальности на свободу.
2. Холодная кровь, горячие сердца (Cold Blood, Warm Hearts) / Паук и мухи (The Spider and the Flies)  (17 сентября). Хранитель склепа и Старая ведьма состязаются в рассказывании баек: в первой мужчина и женщина обнаруживают в себе много общего, исследуя водных монстров, а во второй гигантский паук атакует город, и надо сделать всё, чтобы спастись.
3. Призрак мститель (The Avenging Phantom) / Мифотолкования (Myth Conceptions) (24 сентября). Начитавшись комиксов, мальчик хочет стать мстителем, и супергерой помогает ему в этом. Не без последствий, разумеется (The Avenging Phantom). Раскрыв древнюю гробницу, археолог с ужасом понимает, почему его коллеги погибали именно здесь. (Myth Conceptions).
4. Кровавые подробности (All the Gory Details) (1 октября). Два журналиста ради сенсации выслеживают старого безумного учёного.
5. Рыдающая женщина (The Weeping Woman) (8 октября). Главные герои серии Fare Tonight возвращаются для разгадки секрета привидения, терроризирующего местную гостиницу.
6. Мёртвые не прыгают (Dead Men Don’t Jump) (15 октября). Хранитель склепа, Старая ведьма и Страж могил рассказывают страшно интересную историю о баскетбольном матче, в котором сражались монстр и мальчик, а на кону стояла детская жизнь.
7. Шахта призраков (The Haunted Mine) (22 октября). В заброшенных шахтах тётушка и племянник раскрывают тёмные тайны.
8. Растительные страдания (Growing Pains) (29 октября). Старая ведьма ненадолго избавляется от своих конкурентов и рассказывает сказку, в которой Уэнделл из эпизода Hyde and Go Shriek влюбляется в Роуз. А у неё есть свой фамильный секрет…
9. Братья Графф (The Brothers Gruff) (5 ноября). Эдди и Шелдон вынуждены противостоять троллю. Помогут ли им глубокие знания в области фэнтези?
10. Ужасный дом ужасов дядюшки Гарри (Uncle Harry’s Horrible House of Horrors) (12 ноября). Хранитель могил повествует о суеверном мальчике и его дяде-скептике, который обязательно поменяет свои взгляды, попав в реалистичный «дом с привидениями» на карнавале.
11. Жертва (Hunted) (19 ноября). Бессердечный охотник становится объектом охоты в амазонских джунглях.
12. Чак, Мелвин и бобовый великан (Chuck (and Melvin) and the Beanstalker) (26 ноября). Чак и Мелвин, главные герои жуткого пересказа «Спящей красавицы», вернулись. На этот раз они участвуют в новой версии сказки о Джеке и бобовом стебле!
13. Трансильванский экспресс (Transylvania Express) (10 декабря). Два парня едут в Трансильванию. Несложно догадаться, кого они ожидают встретить в загадочной стране.

### Третий сезон (1999—2000)
1. Щедрая Шэрон (Sharon Sharalike) (2 октября 1999). Эгоистичная девочка крадёт куклу младшей сестры — и узнаёт, что кукла очень не любит жадность.
2. Воображаемый друг (Imaginary Friend) (9 октября 1999). Два подростка издеваются над девятилетним малышом, у которого есть очень добрый и очень мстительный воображаемый друг.
3. Расточительство до монстра доведёт (Waste Not, Haunt Not) (16 октября 1999). Во время работы над школьным научным проектом, два мальчика выбрасывают токсичные отходы в болото. Результат в виде появления монстра предсказуем.
4. Непопулярная механика (Unpopular Mechanics) (23 октября 1999). Заслуженное наказание настигает Рэндала, конструктора разрушительных механизмов — его изобретения оборачиваются против своего создателя.
5. Дух соперничества (Competitive Spirit) (30 октября 1999). Виктор рассказывает, что в горах живёт страшный призрак. Он знает, что это неправда, и оказывается наказан появившимся призраком.
6. Проблема в магазине (Trouble in Store) (6 ноября 1999). Два мальчика оказались заперты в торговом центре при попытке ограбления. Им составили компанию ненавидящие воровство манекены.
7. Слишком привлекательная (So Very Attractive) (13 ноября 1999). Крем, купленный в забытом магазинчике, делает Джулию привлекательной для всех — включая мертвецов.
8. Рисование и четвертование (Drawn and Quartered) (20 ноября 1999). Волшебный карандаш позволяет Ральфу рисовать то, что впоследствии воплощается в жизнь.
9. Книжный червь (All Booked Up) (4 декабря 1999). Тёмный мир классической литературы обязательно привьёт мальчику любовь к чтению в запертой библиотеке.
10. Городское собрание (Town Gathering) (11 декабря 1999). Эрин должна доказать маме, что группа бизнесменов — это пришельцы-людоеды. Правда, это может быть и плодом её богатого воображения…
11. Это тебя (It’s for You) (18 декабря 1999). На Рождество Гэри получает собственную телефонную линию. Глупые звонки по стране продолжаются, пока трубку не снимает старая колдунья.
12. Монстр съел мою домашку (Monsters Ate My Homework) (8 января 2000). Эван оправдывает свою неподготовку к уроку тем, что монстры съели его тетрадь с домашней работой. В ответ на ложь монстры впоследствии приходят к мальчику.
13. Слишком клёво для школы (Too Cool for School) (15 января 2000). В кабинете биологии две неаккуратные девочки случайно выводят нечто среднее между динозавром и лягушкой.

## Выход на DVD
28 сентября 2004 года на диске вышли три серии мультфильма и специальный бонус с «подсказками», как выжить в Хэллоуин. Позднее, 18 сентября 2007 и 16 сентября 2008 года, были изданы первые два сезона сериала. Диски получили распространение в первом регионе — США, Канаде и других странах.